# 아우드기슬
아우드기슬(고대 노르드어: Auðgísl, 아일랜드어: Auisle; Óisle 오슬러, ? ~ 867년)는 9세기 중반 아일랜드와 스코틀랜드에서 활동한 바이킹 지도자다. 로흘란의 왕 구드뢰드의 아들로서 올라프 코눙그와 이바르와 형제지간이다. 이바르의 자손들이 이바르 왕조를 열어 수 세기 동안 아일랜드해의 제해권을 지배하게 된다. 일부 학자들은 또다른 바이킹 지도자 할프단 라그나르손도 올라프와 형제라고 추측한다. 아일랜드어 연대기들은 올라프 형제들을 “이방인들의 왕들”이라고 칭한다. 이들 형제들이 아일랜드 섬에 상륙해 쌓은 성채가 바로 오늘날의 더블린의 시초이며, 오늘날의 학자들은 더블린에 기반한 이 바이킹들의 아일랜드 정착지를 더블린 왕국이라고 한다.
아우드기슬은 당대 사료에는 단 세 번 언급된다. 첫 번째 언급은 863년으로 형제들과 함께 브레가에 내습하여 아하드 알다, 크노와, 두와 고분들을 도굴해 갔다는 것이다. 두 번째 언급은 866년 올라프와 함께 픽트랜드에 내습하여 많은 이들을 인질로 끌고 왔다는 것이다. 마지막 언급은 867년 일가붙이에게 죽임을 당했다는 것인데 그 일가붙이가 누구인지는 알 수 없다. 《에린의 단편적 연대기》에서는 아우드기슬의 형제 올라프와 이바르가 음모를 꾸몄으며, 죽음에 이르는 결정타를 먹인 것은 올라프라고 한다.
| 신설 | 제1대 더블린 국왕 (올라프, 이바르와 공동왕) 863년경–867년경 | 올라프 코눙그 이바르 |